# Flugplatz Wangerooge

i7
i11
i13

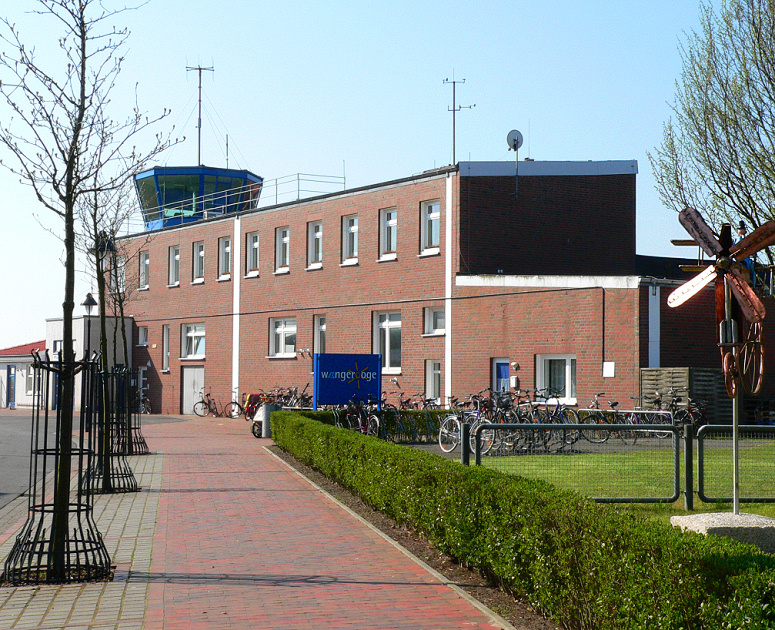
Flughafengebäude

Der Flugplatz auf der Insel Wangerooge ist ein von rund 90.000 Fluggästen jährlich benutzter Verkehrslandeplatz (Verkehrslandeplatz Wangerooge, IATA-Code: AGE, ICAO-Code: EDWG). Der Flugplatz ist für Flugzeuge bis 5700 kg und Hubschrauber bis 6000 kg zugelassen. Für Motorsegler und aerodynamisch gesteuerte Ultraleichtflugzeuge (3-Achser/Gyrocopter) gilt PPR.
Die Betreibergesellschaft ist die Wangerooger Flughafengesellschaft mit beschränkter Haftung, Gesellschafter sind die Gemeinde Wangerooge mit 71,5 % und der Landkreis Friesland mit 28,5 %.

## Geschichte
Der Flugverkehr zur Insel setzte in den 1920er Jahren ein. Ab 1920 gab es einen Flugpostdienst zwischen Berlin–Bremen–Wangerooge, der bereits ab 1921 auch Personen beförderte. Ab 1933 flog die Lufthansa die Insel mit der Ju 52 an. Im Jahr 1934 baute die Luftwaffe den Flugplatz zu einem Militärflugplatz aus (siehe auch Militärische Geschichte Wangerooges). Im Zweiten Weltkrieg waren auf dem Graspisten-Flugfeld Bf 109-Abfangjäger und Minensuchflugzeuge des Typs Ju 52 stationiert. Bei dem Luftangriff auf Wangerooge 1945 wurde auch der Flugplatz getroffen. Nach dem Krieg sprengten die Alliierten im Rahmen ihrer Demilitarisierungsmaßnahmen auf der Insel auch die Flugzeughalle. Sie wurde 1966 wieder aufgebaut. Bereits 1952 setzte in den Sommermonaten der Flugbetrieb zur Insel wieder ein.
Das Flugabfertigungsgebäude wurde im Jahre 2000 komplett umgebaut, der Turm 2003 saniert.

## Pisten
Der Flugplatz besitzt zwei Start- und Landebahnen. Die längere der beiden Pisten hat einen Asphaltbelag und ist 850 m lang (Ausrichtung 095°/275°), die Graspiste ist 500 m lang (Ausrichtung 015°/195°). Die Asphaltpiste 09/27 ist zugelassen für sämtliche Flugzeuge mit einem maximalen Abfluggewicht von 5700 kg, die Graspiste 01/19 für Flugzeuge bis maximal 2000 kg inkl. der Luftfahrzeuge Britten-Norman BN-2 Islander sowie Cessna 208. Der Flugplatz ist für den Nachtflugbetrieb nicht zugelassen. Der Hubschrauber-Landeplatz ist zugelassen für sämtliche Hubschrauber bis zu einem maximalen Abfluggewicht von 6000 kg. Eine geplante Landung auf der Graspiste muss vorher angemeldet werden (PPR).
Der Flugplatz verfügt nicht über eine Tankstelle. Die nächstgelegene Tankmöglichkeit befindet sich auf dem Flugplatz in Wilhelmshaven-Mariensiel (EDWI), ca. 33 km südsüdöstlich von Wangerooge.
Aufgrund der nahen Lage zum Ort Wangerooge gelten zur Mittagszeit zwischen 12:00 Uhr und 15:00 Uhr Einschränkungen beim Flugbetrieb. Ab 12:00 Uhr darf nur noch gelandet werden. Zwischen 13:00 und 15:00 Uhr herrscht eine Flugruhe. Erst ab 15:00 Uhr wird der Flugbetrieb wieder aufgenommen.

## Fluggesellschaften
Es gibt drei Fluggesellschaften, die Flüge zum Flugplatz Wangerooge anbieten. Im Stundentakt wird der Flugplatz von Flugzeugen der Fluggesellschaft „FLN Frisia-Luftverkehr“ vom nur fünf Flugminuten entfernten Flugplatz Harle angeflogen. Außerdem werden Flüge zu den anderen Nordseeinseln wie beispielsweise Langeoog angeboten. Der „OFD Ostfriesischer Flugdienst“ bietet Flüge via Wangerooge (Linienflug Cuxhaven/Nordholz – Helgoland – See-Flughafen Cuxhaven/Nordholz|Cuxhaven/Nordholz) nur auf Anfrage an. „Norden Air“ führt individuell geplante Charterflüge durch.

## Inselverkehr
Auf der Insel Wangerooge ist kein Autoverkehr erlaubt. Zu Transportzwecken stehen Elektrofahrzeuge des Gepäckdienstes zur Verfügung. Auf der Insel gibt es auch die Möglichkeit des Mietens von Fahrrädern.

## Zwischenfälle
- Am Nachmittag des 29. März 2003 stürzte eine Robin DR 400 beim Landeanflug auf Wangerooge ins Meer. Vom Flugplatz St. Michaelisdonn kommend bat der Pilot den Turm des Flugplatzes Wangerooge um eine Orientierungshilfe zum Auffinden des Flugfeldes. Kurz darauf kippte das Flugzeug über eine Tragfläche ab, geriet in eine starke Schräglage, stürzte dann etwa 300 Meter vor dem Wangerooger Nordoststrand nahezu senkrecht in die Nordsee und zerschellte dabei.[6] Alle drei Insassen kamen ums Leben. Unfallermittler halten es für möglich, dass der Pilot von bestimmten Lichtverhältnissen irritiert gewesen sein könnte, die dazu führten, dass er die Horizont-Linie aus dem Blickfeld und anschließend die Orientierung verlor. Zum Zeitpunkt des Absturzes gegen 15:12 Uhr herrschte bei tief stehender Sonne diesiges Wetter. Bei einer Ost-West-Flugrichtung musste der Pilot in die untergehende Sonne blicken.[7]
- Am Nachmittag des 30. Juni 2007 verunglückte eine Piper PA-46-310P Malibu mit Ziel Flughafen Bremen. Sie hob nach weniger als 300 Metern Rollstrecke mit hohem Anstellwinkel von der Startbahn 28 ab und drehte sich unmittelbar darauf mit einer steiler werdenden Schräglage nach links, woraufhin der Randbogen der linken Tragfläche den Boden berührte und die Tragfläche abriss. In der Folge schlug der Rumpfbug mit dem Bugrad auf dem Boden auf. Bei der weiteren Drehung um die Gierachse riss auch die rechte Tragfläche ab. Das Flugzeug touchierte einen Deich[8] und rutschte anschließend in einen an dessen Fuße und parallel zur Startbahn verlaufenden wasserführenden Graben. Die fünf Insassen überlebten zum Teil schwer verletzt.[9] Bei der anschließenden Flugunfalluntersuchung konnten keine technischen Mängel festgestellt werden, die die Lufttüchtigkeit des Flugzeugs beeinträchtigt haben könnten.[10]